# Монте Сан Ђулио (Новара)
Монте Сан Ђулио је насеље у Италији у округу Новара, региону Пијемонт.
Према процени из 2011. у насељу је живело 23 становника. Насеље се налази на надморској висини од 453 м.